# Maupin, Oregon
Maupin, Oregon (енгл. Maupin) град је у америчкој савезној држави Орегон.

## Демографија
По попису из 2010. године број становника је 418, што је 7 (1,7%) становника више него 2000. године.
| Група             | 2000.       | 2010.       |
| Белци             | 355 (86,4%) | 396 (94,7%) |
| Афроамериканци    | 0 (0,0%)    | 0 (0,0%)    |
| Азијати           | 12 (2,9%)   | 1 (0,2%)    |
| Хиспаноамериканци | 20 (4,9%)   | 5 (1,2%)    |
| Укупно            | 411         | 418         |